# Cratere Mendel (Luna)
Mendel è un grande cratere lunare di 139,65 km situato nella parte sud-orientale della faccia nascosta della Luna.
Il cratere è dedicato al biologo austriaco Gregor Mendel.